# Manoscritto Landiano
(Antonio da Fermo, explicit riportato nella voce di Beccario Beccaria dell'Enciclopedia Dantesca)

Il manoscritto landiano (classificato come Codice Landiano 90 e conosciuto anche come codice beccario), attualmente conservato presso la Biblioteca Passerini-Landi di Piacenza, è considerato il più antico codice attualmente esistente della Divina Commedia di Dante Alighieri.

## Storia
Secondo gli studi filologici, il manoscritto è datato intorno al 1336, allorché il pavese Beccario de' Beccaria, uomo politico ghibellino, podestà di Genova, di Mantova e di altre città e uomo di cultura, commissionò al copista Antonio da Fermo (la cui firma è riportata all'explicit del manoscritto) la stesura della Divina Commedia dell'Alighieri, ormai diffusa ampiamente sul suolo italiano. Dopo la morte di Beccario, avvenuta nel 1356, il manoscritto passò nelle mani dei suoi discendenti, frutto del matrimonio combinato con Ginevra da Langosco, rimanendo in possesso della famiglia Langosco nel corso dei secoli successivi, per poi rientrare nelle mani dei Beccaria nell'800. Questi poi, a loro volta, lo cedettero al marchese Ferdinando Landi (1778-1853) che, su sua disposizione testamentaria, lasciò alla Biblioteca Comunale di Piacenza la sua collezione di libri rari, comprendente anche il codice dantesco. Nel XX secolo, la fortuna del landiano presso i dantisti fu dovuta all'edizione critica redatta prima da Giuseppe Vandelli nel 1921, e poi da Mario Casella nel 1923.

## Aspetti filologico-paleografici
Il codice, conservato perfettamente, riporta, oltre alla Commedia, anche quattro componimenti di Guittone d'Arezzo, una canzone di Dante, alcuni capitoli di Bosone da Gubbio e di Iacopo Alighieri. Costruito su di un codice ancora più antico (e a noi non pervenuto), il landiano, misurante 352 millimetri per 250, è composto da 110 fogli, caratterizzati da un'alternanza di colori adottati a seconda del ruolo che rivestono le parole (per esempio, la rubrica è di color rosso). Il linguaggio, talvolta, risente degli influssi del dialetto marchigiano (regione da cui il copista proveniva), mentre la scrittura è quella cancelleresca, sgradevole agli occhi del celebre dantista Giorgio Petrocchi.